# Christian Stubbe
Christian Stubbe (* 26. Januar 1982) ist ein deutscher Bogenschütze in der olympischen Disziplin Recurve-Bogen. Er nahm 2000 an den Olympischen Spielen in Sydney teil, wo er 25. im Einzelwettbewerb wurde.

## Karriere
Christian Stubbe begann seine Karriere beim BSC Oberhausen. In der Zeit von 1999 bis 2001 wurde er mehrmals Deutscher Meister im Einzel. Seine größten Erfolge konnte er im Jahr 2000 verbuchen, als er erst bei der Hallen-EM in Spala zusammen mit Michael Frankenberg und Erich Kloos Silber im Mannschaftswettbewerb holte und später im Team mit Matthias Hummel und Frank von Dincklage die Junioren-WM gewann.
Bei seiner Olympiateilnahme im selben Jahr bezwang er in der ersten Runde den Franzosen Lionel Torrés mit 163:161. In der zweiten Runde musste er sich Yang Bo aus China mit 152:159 geschlagen geben und beendete das Turnier auf dem 25. Platz.
Christian Stubbe hält außerdem seit 1999 den Juniorenrekord von 119 Punkten mit 12 Pfeilen in der Distanz Olympische Runde. Dieser kann, da Rekorde in dieser Kategorie beim Deutschen Schützenbund seit 2011 nicht mehr ausgeschossen werden, offiziell auch nicht mehr eingestellt werden.

## Erfolge
- 1999 Deutsche Meisterschaft Halle in Berlin, Gold im Einzel (Junioren)[4]
- 1999 Deutsche Meisterschaft Olympische Runde in Markt Schwaben, Gold im Einzel (Junioren)[5]
- 2000 Weltmeisterschaft in Belfort, Gold im Team
- 2000 Europameisterschaft in Spala, Silber im Team
- 2000 Deutsche Meisterschaft Halle in Krefeld, Gold im Einzel (Junioren)[6]
- 2001 Deutsche Meisterschaft Olympische Runde in Kassel, Bronze im Einzel (Junioren)[7]
- 2001 Deutsche Meisterschaft Halle in Bad Blankenburg, Gold im Einzel (Junioren)[8]
- 2002 Deutsche Meisterschaft Halle in Krefeld, Silber im Einzel (Junioren)[9]